# Municipalidad de Machala
La Municipalidad de Machala es el organismo máximo de gobierno seccional en el cantón Machala. Es presidida por el Alcalde de Machala, actualmente Darío Macas Salvatierra. Administra de forma autónoma al cantón y la ciudad de Machala. Está conformada por el alcalde, el concejo cantonal y las diferentes direcciones municipales.

## Conformación legal
La Municipalidad de Machala se establece sobre la base de lo que estipula la actual Constitución de la República del Ecuador, mediante sus artículos 253 y 264. Lo respalda la Ley de Régimen Municipal, donde se describe su estructura autónoma, funcional, económica y administrativa, en sus artículos 1 y 16.

## Organización
La Municipalidad tiene un reglamento orgánico y funcional, que determina su estructura administrativa. Este reglamento tiene bases en la constitución nacional, y explica su organización de esta manera:
- El Alcalde de la ciudad,
- El Concejo Cantonal,
- Las comisiones que integran los concejales,
- Direcciones municipales, cuyos personeros son principalmente designados por el alcalde.